# Księga Elenium
Ksiąga Elenium – trylogia, opisująca dzieje kontynentu Eosii i przygód rycerza Sparhawka. Autorem trylogii jest David Eddings.
W skład cyklu wchodzą:
- Diamentowy Tron
- Rubinowy Rycerz
- Szafirowa Róża